# Lockheed L-133 Starjet
Lockheed L-133 Starjet – niezrealizowany projekt amerykańskiego samolotu myśliwskiego konstrukcji Lockheeda. Samolot był jednym z pierwszych amerykańskich projektów maszyn z napędem odrzutowym.

## Historia

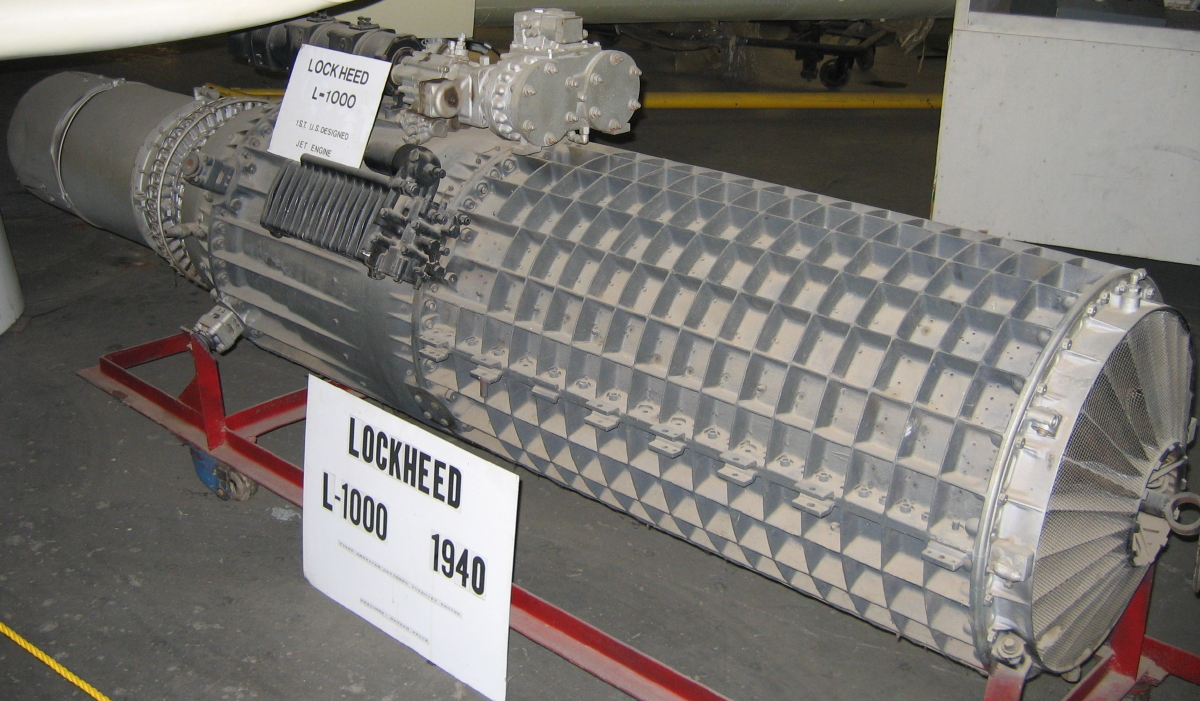
Silnik L-1000

W 1940 roku Lockheed zatrudnił inżyniera Nathana Price'a aby zajął się przeprojektowaniem turbosprężarki z samolotu Lockheed P-38 Lightning tak, aby można jej było użyć w nowoprojektowanym samolocie Lockheed XP-49, będącym modyfikacją P-38. Price wcześniej pracował w firmie Double Steam Motors, w której był odpowiedzialny za projektowanie wtryskiwaczy do kotłów opalanych ciekłym paliwem. W 1932 zainteresował się możliwością napędzania samolotów turbinami parowymi. Zbudowaną przez Price'a turbinę zamontowano w samolocie, który wzniósł się w powietrze 12 kwietnia 1933 roku. Jako że silnik o takiej konstrukcji był zdecydowanie za ciężki jak na możliwości ówczesnych samolotów, w 1936 roku cały projekt zamknięto. Nie zniechęciło to Price'a do dalszych prac i całkowicie prywatnie zajął się projektowaniem turbinowego silnika odrzutowego, a w 1940 roku znalazł się w Lockheedzie. W tym samym roku we wrześniu zainteresował swoim nowym silnikiem głównego inżyniera działu doświadczalno-projektowego firmy, Clarence'a „Kelly” Johnsona. Wielki wizjoner lotnictwa Johnson dostrzegł w nowym silniku szanse na stworzenie alternatywy dla wykorzystywanych dotychczas silników tłokowych. Razem z wiceprezesem firmy Hallem Hibbardem podjęli decyzje o rozpoczęciu prac nad nową jednostką napędową, która została oznaczona jako L-1000. Równolegle obok prac nad silnikiem Johnson rozpoczął projektowanie samolotu mającego być napędzanym L-1000. Nowy samolot został oznaczony jako L-133. Obydwa projekty były bardzo awangardowe jak na czasy, w których powstawały. Silnik L-1000 posiadał rozwiązania, które na stałe pojawiły się dopiero wiele lat później. Zastosowano puste w środku łopatki turbiny, zmniejszało to ich masę oraz zapewniało efektywne chłodzenie powietrzem przepływającym przez ich wnętrze. W budowie sprężarki silnika zastosowano sterowanie kątem natarcia łopatek wieńca kierującego, podobnie regulowane były łopatki na wale sprężarki. Dzięki takiemu rozwiązaniu uzyskiwano optymalny kąt natarcia łopatek, który zmieniał się w zależności od pułapu, jaki osiągnąć miał projektowany samolot oraz zapobiegano zjawisku tzw. pompażu silnika i w konsekwencji jego unieruchomieniu. Rozwiązanie takie zastosowano w silniku seryjnym dopiero w drugiej połowie lat 50. XX wieku, w jednostce General Electric J79, napędzającej samoloty Lockheed F-104 Starfighter, McDonnell Douglas F-4 Phantom II czy Convair B-58 Hustler. Równie nowatorska była konstrukcja L-133. 30 marca 1942 roku projekt zaprezentowano United States Army Air Forces, które jednak odrzuciło propozycje Lockheeda. Po przystąpieniu Stanów Zjednoczonych do wojny skupiano się na konstrukcjach sprawdzonych i możliwie szybko wprowadzanych do linii. Rozpoczęcie prac nad nowym silnikiem i samolotem przystosowanym do jego użycia nie gwarantowało ich szybkiego zakończenia i możliwości użycia bojowo na froncie i w styczniu 1943 roku dalsze prace nad L-133 zostały przerwane.

## Konstrukcja
L-133 był średniopłatem o całkowicie metalowej konstrukcji, napędzanym dwoma silnikami L-1000. Samolot był projektowany w układzie „kaczka”. Dzięki takiemu rozwiązaniu zapobiegano niekorzystnym zjawiskom związanym z tzw. krytyczną liczbą Macha, kiedy to na górnej powierzchni skrzydeł samolotu lecącego z prędkością poddźwiękową, przepływające strugi powietrza osiągają lokalnie prędkość naddźwiękową. Powstające wówczas fale uderzeniowe mogą doprowadzić do zniszczenia delikatnej konstrukcji płatowca. Zaburzony zostaje również przepływ powietrza nad płatem, którego efektem jest niestabilność samolotu. W założeniu fale uderzeniowe powstające na zamontowanym na dziobie samolotu sterze wysokości miały zmniejszać prędkość przepływających nad skrzydłem strug powietrza. Dzięki temu opływające płat powietrze nie przekraczałoby prędkości dźwięku, umożliwiając poprawną pracę skrzydła. Skrzydło o obrysie trapezowym z zaokrąglonymi końcówkami i cienkim, szybkościowym profilu. Wlot powietrza do silników znajdował się na dziobie maszyny. Silniki umieszczone z tyłu kadłuba z dyszami wylotowymi po obu jego stronach, ze statecznikiem pionowym pośrodku. Podwozie chowane, przednie jednokołowe do wnęki w kadłubie, główne do wnęk w skrzydłach. Kadłub o konstrukcji półskorupowej, zwężający się w kierunku dziobu samolotu.